# Доњи коси мишић
Доњи коси мишић (лат. musculus obliquus inferior) је парни мишић главе, који је локализован унутар очне дупље и спада у помоћне органе ока. Заједно са горњим мишићем он чини групу косих мишића очне јабучице.
Припаја се на поду очне дупље (део горње вилице), у близини доњег краја јаме сузне кесице. Одатле се пружа косо назад и упоље испод очне јабучице и причвршћује се на њеном доње-спољашњем квадранту.
Мишић је инервисан од стране окуломоторног живца, а основна функција му је покретање ока навише и истовремена ротација упоље.